# Гаддінгтон
Га́ддінгтон (англ. Haddington, шотл. Hadentoun, шотл. гел. Baile Adainn) — місто на сході Шотландії, адміністративний центр області Східний Лотіан.
Населення міста становить 8 600 осіб (2006).

## Персоналії
- Джон Нокс (1510-1572) — провідний шотландський релігійний реформатор XVI століття, що заклав основи пресвітеріанської церкви.